# Амагытгын
Амагытгын (чук. Ымагытгын) — озеро в Иультинском районе Чукотского автономного округа России. Расположено близ восточного побережья залива Креста. Площадь — 12,6 км².
Название в переводе с чукот. — «полное озеро».
Из озера берёт исток небольшой ручей Пьющий. В северной части Амагытгына есть два небольших островка. Вблизи водоёма находится несколько более мелких озёр, местность вокруг заболочена.